# Grete Kühnhold
Pour les articles homonymes, voir Kühnhold.
Margarete (dite Grete) Kühnhold (née à Erfurt le 23 décembre 1871, décédée à Berlin le 25 janvier 1946) était une infirmière et assistante technique médicale allemande, autrice d'un seul livre sur son expérience au Cameroun.

## Vie professionnelle
En 1900, elle voyage au départ de Hambourg vers le Sud-Ouest Africain (actuellement Namibie), où elle restera cinq ans environ. Elle exerce ensuite dans l'Est africain (actuellement Tanzanie) pour le compte de l'association allemande des femmes de la Croix-Rouge pour les colonies.
En 1910, elle met à profit son expérience africaine pour lutter contre le paludisme en Allemagne à la station d'Emden (Frise Orientale).
En 1913, elle part de nouveau de Hambourg vers le Cameroun. Initialement employée à lutter contre la maladie du sommeil, contre laquelle on utilisait à l'époque l'Atoxyl, un dérivé arsenical hautement toxique, elle s'occupe ensuite des soins aux blessés de guerre et au contrôle sanitaire. Elle traverse le Cameroun en guerre avec son microscope, avec lequel elle recherchait les germes pathogènes.
En 1928 et 1932 elle voyage jusqu'à New York, et exerce ensuite en tant qu'aide de laboratoire à l'hôpital de Cincinnati.

## Auteur
Grete Kühnhold a relaté son expérience camerounaise dans un ouvrage paru en 1917, traduit sous le titre "Une infirmière allemande au Cameroun".